# Frances Conroy
Frances Conroy (Monroe, 13 november 1953) is een Amerikaans actrice van Iers-Letse afkomst. Zij won in 2004 een Golden Globe voor haar rol als Ruth Fisher in de dramaserie Six Feet Under. Hiervoor werd ze tussen 2002 en 2006 ook vier keer genomineerd voor een Emmy Award.
Conroy debuteerde in 1979 op het witte doek en was direct een van de actrices die kon rekenen op de trouw van regisseur Woody Allen. Hij liet haar dat jaar spelen in Manhattan en regisseerde haar opnieuw tijdens het maken van Another Woman (1988) en Crimes and Misdemeanors (1989). Conroys cv groeide ook na haar samenwerkingen met Allen verder uit. Ze speelde meer dan 25 filmrollen, meer dan 35 inclusief die in televisiefilms. Daarnaast acteert Conroy regelmatig in het theater. Daarvoor werd ze in 2000 genomineerd voor een Tony Award, dankzij haar spel in het toneelstuk The Ride Down Mt. Morgan van Arthur Miller. Ze ging ook privé met de scenarioschrijver om en speelde eerder ook in de door hemzelf van toneelstuk tot film herschreven The Crucible.
Conroy trouwde in 1992 met acteur Jan Munroe, haar tweede echtgenoot.

## Filmografie
*Exclusief 10+ televisiefilms
| - The Power of the Dog (2021) - James vs. His Future Self (2019) - Joker (2019) - Mountain Rest (2018) - The Tale (2018) - No Pay, Nudity (2016) - Tom & Jerry: Back to Oz (2016, stem) - Welcome to Happiness (2015) - Abby in the Summer (2014) - Chasing Ghosts (2014) - Superman: Unbound (2013, stem) - Tom and Jerry & The Wizard of Oz (2011, stem) - All-Star Superman (2011, stem) - Stone (2010) - Shelter (2010) - Provinces of Night (2010) - Waking Madison (2010) - Love Happens (2009) - Stay Cool (2009) - New in Town (2009) - The Smell of Success (2009) - The Tale of Despereaux (2008, stem) - Humboldt County (2008) - The Seeker: The Dark Is Rising (2007) | - The Wicker Man (2006) - Ira & Abby (2006) - Shopgirl (2005) - Broken Flowers (2005) - The Aviator (2004) - Catwoman (2004) - Die, Mommie, Die! (2003) - Maid in Manhattan (2002) - The Crucible (1996) - The Neon Bible (1995) - Angela (1995) - Sleepless in Seattle (1993) - The Adventures of Huck Finn (1993) - Scent of a Woman (1992) - Billy Bathgate (1991) - Crimes and Misdemeanors (1989) - Dirty Rotten Scoundrels (1988) - Another Woman (1988) - Rocket Gibraltar (1988) - Amazing Grace and Chuck (1987) - Falling in Love (1984) - Manhattan (1979) . - Othello (1979) |

## Televisieseries
*Exclusief eenmalige gastrollen
- Arrested Development - Lottie Dottie Da (2018-2019, vijf afleveringen)
- Castle Rock - Martha Lacy (2018, twee afleveringen)

- The Mist - Nathalie Raven (2017, tien afleveringen)
- Casual - Dawn (2015-2018, elf afleveringen)
- Royal Pains - Blythe Ballard (2013, zes afleveringen)
- American Horror Story - Gloria Mott / Myrtle Snow / Moira O'Hara / Shachath / Mama Polk / Bebe Babbitt (2011-2018, 52 afleveringen)
- United States of Tara - Sandy Gregson (2011, twee afleveringen)
- Scooby-Doo! Mystery Incorporated - Angie Dinkley (2010-2013, vijftien afleveringen)
- Happy Town - Peggy Haplin (2010, zeven afleveringen)
- How I Met Your Mother - Loretta Stinson (2009-2014, negen afleveringen)
- Desperate Housewives - Virginia Hildebrand (2008, drie afleveringen)
- ER - Becky Riley (2007-2008, twee afleveringen)
- Six Feet Under - Ruth Fisher (2001-2005, 63 afleveringen)

- Bibsys: 4095339
- Biblioteca Nacional de España: XX4667343
- Bibliothèque nationale de France: cb15107702b (data)
- Gemeinsame Normdatei: 132187914
- International Standard Name Identifier: 0000 0000 7848 144X
- Library of Congress Control Number: n97107768
- Nationale Bibliotheek van Tsjechië: xx0051562
- Nationale Bibliotheek van Israël: 987007427356705171
- SNAC: w65b17tv
- Système universitaire de documentation: 10971749X
- Virtual International Authority File: 64302660
- WorldCat: E39PBJgHbKhMJvftd4G9Q7BByd